# Adams Morgan
Adams Morgan est un quartier de Washington, capitale des États-Unis, situé à l'intersection de la 18e rue nord-ouest (18th Street NW) et de la route Columbia nord-ouest (Columbia Road NW), au nord de la Maison-Blanche.

## Géographie
Le quartier d'Adams Morgan est délimité par les voies suivantes :
- Calvert Street NW et Columbia Road NW au nord ;
- 16th Street NW à l'est ;
- Florida Avenue NW au sud ;
- Columbia Road et Connecticut Avenue NW à l'ouest.

En matière de transports en commun, le quartier est desservi par plusieurs lignes de bus et se trouve à proximité des stations de métro Columbia Heights sur les lignes jaune et verte et Woodley Park (Zoo / Adams Morgan) sur la ligne rouge.

## Histoire
À partir des années 1870, des quartiers résidentiels (Washington Heights, Meridian) sont créés dans cette partie du district de Columbia, autrefois appelée Kalorama. Les nouveaux quartiers constituent Lanier Heights, où s'installe la classe moyenne de Washington. La création de ces quartiers conduit parfois à l'expulsion de communautés afro-américaines.
En 1954, l'arrêt Brown v. Board of Education impose la déségrégation des écoles publiques aux États-Unis. Le district d'Adams Morgan est alors créé à partir de quatre quartiers qui partagent les écoles Thomas P. Morgan School (exclusivement afro-américaine) et John Quincy Adams Elementary (exclusivement blanche). Le quartier connaît une forte croissante à partir des années 1970, notamment autour des rues commerçantes de la 18e et Columbia.

## Démographie
Selon le Washington, DC Economic Partnership, Adams Morgan compte 26 799 habitants en 2019.
Le quartier attire un grand nombre de jeunes familles. Sa population est donc particulièrement jeune avec un âge médian de 34,6 ans en 2019. Adams Morgan compte alors 16,85 % de moins de 25 ans et 34,61 % de 25-34 ans, les personnes âgées de plus de 45 ans ne représentant que 29,16 % de la population du quartier.
Adams Morgan est un quartier majoritairement blanc dans une ville où les minorités sont majoritaires.
| Groupe          | Adams Morgan (2019) | Washington D.C. (2018) | États-Unis (2018) |
| --------------- | ------------------- | ---------------------- | ----------------- |
| Blancs          | 71,7                | 45,6                   | 76,5              |
| Afro-Américains | 11,2                | 46,4                   | 13,4              |
| Amérindiens     | 0,3                 | 0,6                    | 1,3               |
| Asiatiques      | 5,9                 | 4,4                    | 5,9               |
| Océaniens       | 0,1                 | 0,1                    | 0,2               |
| Métis           | 3,8                 | 2,8                    | 2,7               |
|                 |                     |                        |                   |
| Hispaniques     | 17,2                | 11,3                   | 18,3              |

Le quartier est plutôt aisé et fortement éduqué. En 2019, le revenu médian annuel par foyer était de 104 373 dollars. À titre de comparaison, il était de 77 649 dollars en moyenne pour l'ensemble de la ville entre 2013 et 2017. La même année 82,8 % de ses habitants de plus de 25 ans étaient diplômés de l'université (contre 61,1 % à Washington et 41,1 % aux États-Unis). En particulier, 49,7 % de sa population disposait d'un master ou d'un diplôme supérieur, contre 33,9 % et 12,5 %.

## Culture et patrimoine
Le quartier est réputé pour sa vie nocturne et ses restaurants, dont sept figurent au Guide Michelin en 2017.
On y repère, entre Columbia Road et Belmont Road, deux peintures murales : une femme plantureuse indique l'accès à un restaurant, une autre, plus colorée, est la figure parisienne d'Aristide Bruant.